# Bicyclus unicolor
Bicyclus unicolor är en fjärilsart som beskrevs av Condamin 1970. Bicyclus unicolor ingår i släktet Bicyclus och familjen praktfjärilar. Inga underarter finns listade i Catalogue of Life.